# Edwardsia
Cet article concerne le genre d'anémones de mer Edwardsia Quatrefages, 1842. Pour le genre de crustacés Edwardsia Costa O.G., 1838, voir Sapphirina.
Genre
Edwardsia  est un genre d'anémones de mer de la famille des Edwardsiidae.

## Liste des espèces
Selon le World Register of Marine Species (14 janvier 2023) :
- Edwardsia allmanni McIntosh, 1865
- Edwardsia andresi Danielssen, 1890
- Edwardsia annamensis Carlgren, 1943
- Edwardsia arctica Carlgren, 1921
- Edwardsia arenosa Klunzinger, 1877
- Edwardsia athalyei England, 1990
- Edwardsia beautempsii Quatrefages, 1842
- Edwardsia californica (McMurrich, 1913)
- Edwardsia capensis Carlgren, 1938
- Edwardsia carlgreni Williams, 1981
- Edwardsia claparedii (Panceri, 1869)
- Edwardsia clavata (Rathke, 1843)
- Edwardsia collaris Stimpson, 1856
- Edwardsia coriacea Moseley, 1877
- Edwardsia costata Danielssen, 1890
- Edwardsia danica Carlgren, 1921
- Edwardsia delapiae Carlgren & Stephenson, 1928
- Edwardsia duodecemtentaculata Carlgren, 1931
- Edwardsia elegans Verrill, 1869
- Edwardsia finmarchica Carlgren, 1921
- Edwardsia flaccida Marion, 1906
- Edwardsia fusca Danielssen, 1890
- Edwardsia goodsiri M'Intosh, 1866
- Edwardsia handi Daly & Ljubenkov, 2008
- Edwardsia inachi Sanamyan, Sanamyan & Schories, 2015
- Edwardsia incerta Carlgren, 1921
- Edwardsia isimangaliso Daly, Perissinotto, Laird, Dyer & Todaro, 2012
- Edwardsia islandica Carlgren, 1921
- Edwardsia ivelli Manuel, 1975
- Edwardsia japonica Carlgren, 1931
- Edwardsia jonesii Seshaiya & Cuttress, 1969
- Edwardsia juliae Daly & Ljubenkov, 2008
- Edwardsia kameruniensis Carlgren, 1927
- Edwardsia longicornis Carlgren, 1921
- Edwardsia mammillata Bourne, 1916
- Edwardsia maroccana Carlgren, 1931
- Edwardsia mcmurrichi Daly & Ljubenkov, 2008
- Edwardsia meridionalis Williams, 1981
- Edwardsia migottoi Gusmão, Brandão & Daly, 2016
- Edwardsia neozelanica Farquhar, 1898
- Edwardsia norvegica Carlgren, 1942
- Edwardsia novazelanica Farquhar, 1898
- Edwardsia octoplax (Sluiter, 1888)
- Edwardsia octoradiata Carlgren, 1931
- Edwardsia olguini Daly & Ljubenkov, 2008
- Edwardsia perdita Williams, 1981
- Edwardsia profunda Daly & Ljubenkov, 2008
- Edwardsia rigida Marion, 1906
- Edwardsia rubricollum Stimpson, 1856
- Edwardsia rugosa Bourne, 1916
- Edwardsia sanctaehelenae Carlgren, 1941
- Edwardsia scabra Marion, 1906
- Edwardsia sipunculoides (Stimpson, 1853)
- Edwardsia sojabio Sanamyan N. & Sanamyan K., 2013
- Edwardsia sulcata Verrill, 1864
- Edwardsia tecta Haddon, 1889
- Edwardsia timida Quatrefages, 1842
- Edwardsia tinctrix Annandale, 1915
- Edwardsia tuberculata Dueben & Koren, 1847
- Edwardsia vegae Carlgren, 1921
- Edwardsia vitrea (Danielssen, 1890)
- Edwardsia vivipara Carlgren, 1950
- Edwardsia willeyana Bourne, 1916
- Edwardsia fischeri Chevreux & de Guerne, 1889
- Edwardsia hantuensis England, 1987

## Systématique
Le nom valide complet (avec auteur) de ce taxon est Edwardsia Quatrefages, 1842.
Edwardsia a pour synonymes :
- Diphtera Sluiter, 1888
- Edwardisa
- Edwardsa
- Edwardsioides
- Edwarsia

## Publication originale
- (fr) A. Quatrefages, 1842,  « Mémoire sur les Edwardsies (Edwardsia nob.) nouveau genre de la famille des actinies ». Annales des Sciences Naturelles, vol. 18, p. 65-109 (lire en ligne).